# کمالیه، پاکستان
کمالیه (به اردو: کمالیہ) شهری در ایالت پنجاب (پاکستان) کشور پاکستان است که در سرشماری سال ۲۰۰۶ میلادی، ۱۱۴٫۸۴۵ نفر جمعیت داشته است.